# 白俄罗斯独立日
白俄罗斯共和国独立日，也称为共和国日或解放日，是白俄羅斯的一个公共假日，它位於每年的7月3日。
1944年7月3日，苏联从德意志國防軍手中收復明斯克。
1989年發生东欧剧变，1991年7月27日，白俄羅斯發表《主权宣言》。1991年8月19日又發生八一九事件。1991年8月25日，白俄罗斯苏维埃社会主义共和国给予《主权宣言》宪法地位，同時國家更名為白俄羅斯共和國。
1991年12月10日，白俄罗斯最高苏维埃批准了別洛韋日協議。1991年12月26日，苏联解体，白俄羅斯正式正式获得独立地位。 
1991年到1995年間，白俄羅斯独立日為7月27日。
1996年，白俄羅斯總統总统亚历山大·格里戈里耶维奇·卢卡申科提议将独立日改為白俄罗斯擺脫纳粹德國的日子7月3日。這一提議在當年的全国公民投票中獲得通過。